# Štefan Tisel
Štefan Tisel, slovenski politik in zdravnik, * 25. december 1954.
Bil je poslanec 6. državnega zbora Republike Slovenije, med letoma 2002 in 2010 je bil župan Občine Šentjur.  
Bil je tudi  strokovni direktor Bolnišnice Celje (1996-2000).
Živi v Šentjurju. 

## Življenjepis

### Državni zbor
2008-2011
V času 5. državnega zbora Republike Slovenije, član Slovenske demokratske stranke, je bil član naslednjih delovnih teles:
- Odbor za Odbor za lokalno samoupravo in regionalni razvoj (član)
- Odbor za zdravstvo (član)
- Odbor za delo, družino, socialne zadeve in invalide (član)

Na državnozborskih volitvah leta 2011 je kandidiral na listi SDS.